# 独眼竜
独眼竜（どくがんりゅう）は、隻眼の英傑に対して与えられることがある異称である。初例は中国後唐の太祖李克用だが、日本では戦国大名の伊達政宗がよく知られる。独眼龍とも。

## 李克用
李克用は唐に仕えた武将で、後に後唐の皇帝になった李存勗の父である。15歳の若年時に、龐勛（ホウクン）討伐に従軍し目覚しい働きをして「飛虎子」とあだなされた。一時、父とともに賊とされて北方に逃げたが、中和元年（881年）に赦されて黄巣討伐を命じられ、3年（884年）に長安を奪回する功績をあげた。その時、軍勢は甚だ雄で諸侯の軍は皆おそれた。李克用の率いる軍団は鴉軍（）と呼ばれ黒色に統一された漆黒の軍装であった。片目が小さい、または見えなかったという。時の人は李克用を「独眼龍」と呼んだ。李克用が独眼龍と呼ばれたことは、『旧五代史』の他、『資治通鑑』、『十八史略』のようなよく読まれる史書に記されている。

## 伊達政宗
伊達政宗は、日本の東北地方の戦国大名である。幼少の頃病気（天然痘といわれる）で片目の視力を失い、醜い痕が残った。政宗を独眼竜とした初見は、江戸時代後期の頼山陽の詩「多賀城瓦硯歌」で、政宗を念頭にして「河北終に帰さん独眼竜」とあり、頼山陽は独眼竜が李克用のあだなであると自ら注を入れている。
片目となった政宗自身が独眼竜李克用のことを知って自らをなぞらえていたのではないかとする説もある。政宗は当時にあっても教養人に属し、漢籍の知識を用いた例としては「仙台」の命名がある。家臣ともども黒の具足を身に着け、黒の部隊を作り上げたのは、李克用の部隊が黒衣を着用して鴉軍と呼ばれたことと関係がありそうであり、学問の師の虎哉宗乙から独眼竜李克用のことを聞き、政宗が早くから「龍」の字を含む印を用いていたのもこれに関係すると説く。